# Feistritzbach (Drau, Jauntal)
Der Feistritzbach (Feistritz, Bleiburger Feistritzbach) ist ein rechter Nebenfluss der Drau im Bundesland Kärnten, Österreich.

## Verlauf
Der Feistritzbach entspringt in der Petzen auf 742 Meter Seehöhe. Er fließt nach Norden, schwenkt bei Hof beinahe in östliche Richtung und dann ab Bleiburg in ostnordöstliche Richtung bis zu seiner Mündung bei der Jauntalbrücke.
Sein Quellgebiet liegt in der Gemeinde Feistritz ob Bleiburg. In seinem weiteren Verlauf durchquert er die Stadtgemeinde Bleiburg. Die letzten Meter bilden die Grenze zur Gemeinde Neuhaus.

## Nebenbäche
Der Feistritzbach hat ein Einzugsgebiet von 107,2 Quadratkilometern. Seine größten Zuflüsse sind:
| Name                                    | Mündungsseite | Mündungsort           | Einzugsgebiet in km² |
| --------------------------------------- | ------------- | --------------------- | -------------------- |
| Pickdorfer Seebach (Pirkdorfer Seebach) | links         | Feistritz ob Bleiburg | 01,5                 |
| Loibach                                 | rechts        | Bleiburg              | 46,2                 |
| Dreschlbach                             | rechts        | Einersdorf            | 01,3                 |
| Kömmelbach                              | rechts        | Heiligengrab          | 05,2                 |
| Kotahbach                               | rechts        | Aich                  | 01,1                 |
| Homarbach                               | rechts        | Aich                  | 01,3                 |

## Verkehr
- Radweg: Der Drauradweg R1 überquert den Feistritzbach über eine Hängebrücke vor dessen Mündung in die Drau.[3] Der Jauntalradweg R1D führt von Aich nahe der Mündung bis vor Feistritz ob Bleiburg entlang der Feistritz.[4]
- Straße: Von Bleiburg bis zur Mündung verläuft die Bleiburger Straße B81 neben dem Feistritzbach.

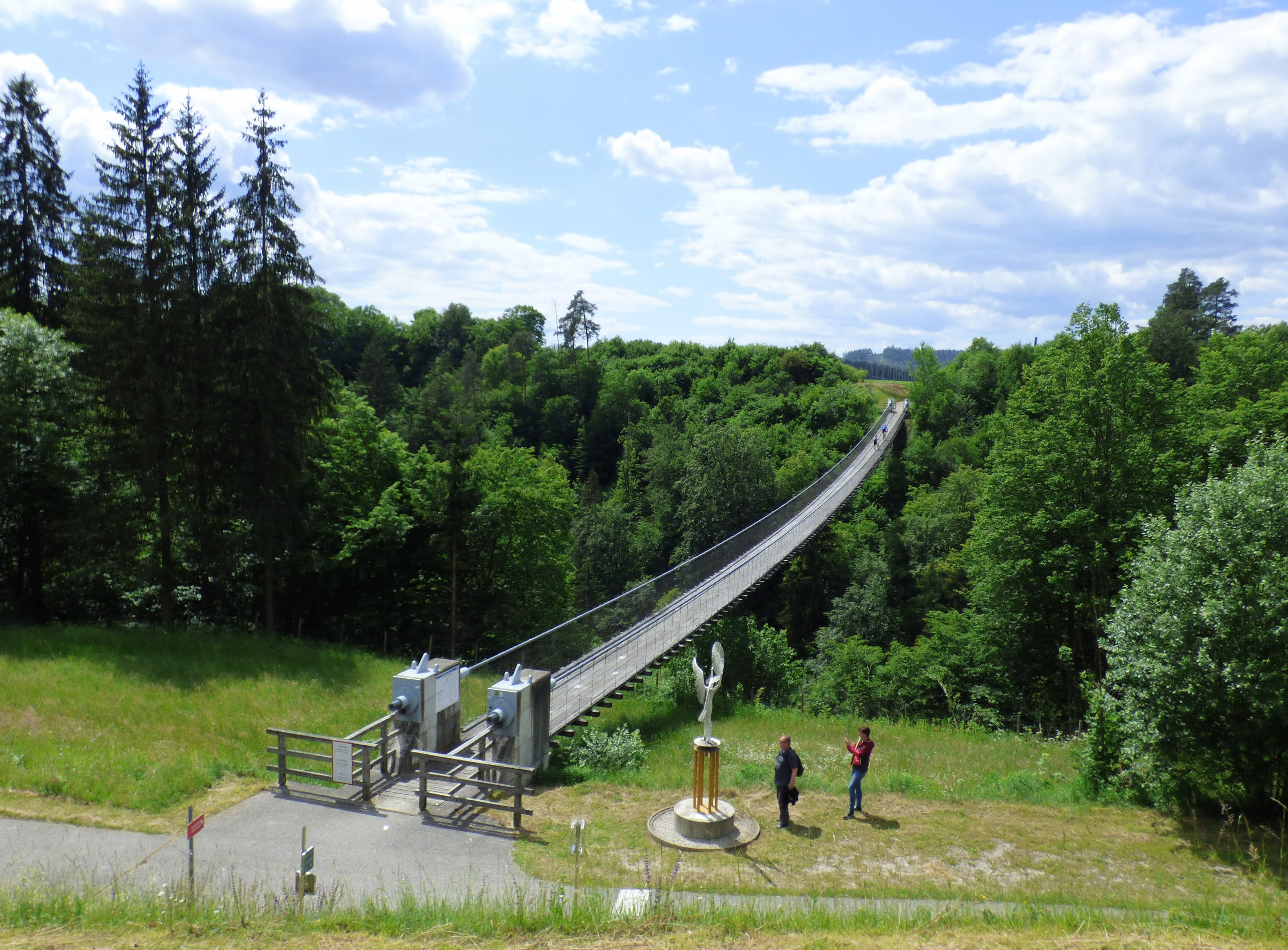
Hängebrücke über den Feistritzbach vor der Mündung in die Drau.